# Susette La Flesche
Susette La Flesche, (després Susette LaFlesche Tibbles) també anomenada Inshata Theumba (Ulls Brillants) (1854 - 1903), fou una coneguda escriptora, conferenciant, traductora i artista ameríndia de la tribu omaha de Nebraska. La Flesche era portaveu progressista dels dret dels amerindis. Tenia ascendència ponca, Iowa, francesa i angloamericana. El 1983 fou introduïda en el Nebraska Hall of Fame.

## Primers anys i educació
Susette, també anomenada Inshata Theumba (Ulls Brillants), fou un dels cinc fills del cap Joseph LaFlesche i la seva esposa Mary Gale. Joseph era el fill d'un comerciant de pells francès, Joseph La Flesche, un immigrant benestant de França, i la seva esposa ponca, Waoowinchtcha, que es considera emparentada amb el cap Big Elk.
Joseph, també anomenat Insta Maza (Iron Eye), havia treballat per a l'American Fur Company amb 16 anys, després d'acompanyar el seu pare des dels 10 anys en els seus viatges. Després que els seus pares se separessin a causa dels llargs viatges del seu pare, el jove La Flesche va viure amb la seva mare i la seva família entre els omaha. Ella es casa novament, com va fer el seu pare. El mig germà de Joseph, Frank LaFlesche (White Swan) esdevingué cap dels ponca i va influir en les vides dels fills de Joseph.
Joseph es casà amb Mary Gale, també anomenada Hinnuaganun (One Woman), la filla mestissa del Dr. John Gale, un cirurgià de Fort Atkinson (Nebraska) i Ni-co-ma, la seva esposa iowa. (Després que Gale abandonés la seva esposa i fills a Nebraska, Ni-co-ma es casà amb el comerciant de pells Peter Sarpy. Després d'alguns anys comerciant amb els omaha mentre treballava amb Peter Sarpy, el jove La Flesche fou adoptat com a fill pel cap Big Elk. També el va nomenar successor en el seu càrrec. La Flesche (Iron Eyes) esdevindria el darrer cap tradicional dels omaha.
Els La Flesche eren una família "prominent, influent i aculturada" entre els omaha. La Flesche i Mary van fer èmfasi en la importància de l'educació per als seus fills: Louis, Susette, Rosalie, Marguerite i Susan, i "afavoriren l'assimilació". Pensaven que oferien el millor futur per al seu poble. La família La Flesche va recolzar les escoles dels missioners i mestres blancs per als seus fills.
Mary La Flesche va morir pel 1855. Joseph es casà novament amb una dona omaha, Ta-in-ne (Elizabeth Esau). El 1857 va néixer el seu fill Francis La Flesche, seguit per altres fills.
Després que tanqués l'escola de la Missió Presbiteriana de la reserva, Susette La Flesche va assistir a una escola de nenes a Elizabeth (Nova Jersey), on la seguiren les seves germanes menors Marguerite i Susan. Les seves habilitats d'escriptura van ser reconegudes i encoratjades durant els seus anys escolars.
Els germans de Susette també foren professionals: Susan LaFlesche Picotte es va convertir en la primera dona indígena doctora en medicina i va fundar el primer hospital privat finançat en un reserva índia; Rosalie LaFlesche Player es va convertir en directora financera per a la nació Omaha, arrendant terres de pasturatge que era excedent de les necessitats individuals de les llars. Marguerite LaFlesche Picotte fou mestra de la reserva Yankton Sioux, i es casà amb Charles Picotte. El seu mig germà Francis LaFlesche fou un etnòleg del Smithsonian Institution, escrivint sobre els omaha i els Osage, i realitzant gravacions originals de llurs cançons tradicionals.

## Carrera
Des de jove, Susette La Flesche estava més interessada en la política. Va treballar primer com a professora en la reserva Omaha. Com que la seva àvia paterna i el seu oncle eren ponca, ella i el seu pare va viatjar a Oklahoma per investigar les condicions després de la deportació forçada de Nebraska a Territori Indi. (El govern dels Estats Units havia reassignat la terra ponca de Nebraska a la Gran Reserva Sioux.)
La Flesche va treballar amb Thomas Tibbles, editor del World Herald d'Omaha, per donar a conèixer les males condicions que van trobar al sud de la reserva: els ponca havien estart deportats massa tard l'any per plantar cultius, el govern tardava amb els subministraments i va prometre infraestructura i millores, i la malària era endèmica a la zona. Gairebé un terç de la població va morir en els primers dos anys com a resultat de les condicions i del viatge, entre ells el fill gran del cap Standing Bear. El cap va sortir del Territori Indi amb alguns seguidors per enterrar el seu fill a la terra natal de Nebraska. Van ser arrestats i confinats a Fort Omaha, per ordre del govern federal. La cobertura de Tibbles a l'empresonament del cap va ser fonamental en l'obtenció per Standing Bear dels serveis legals pro bono de dos advocats defensors prominents, un d'ells advocat de la Union Pacific Railroad. Standing Bear va presentar una demanda d'habeas corpus contra el govern dels Estats Units, desafiant als motius de la seva detenció.
En 1879 La Flesche va actuar com a intèrpret del cap durant el seu judici a Fort Omaha (Nebraska). També va testificar sobre les condicions a la reserva en Territori Indi. Standing Bear va impugnar amb èxit la manca de motius de la seva detenció i empresonament, amb l'argument anterior de la Cort de Districte dels Estats Units que els indis eren persones sota la llei, i tenien tots els drets dels ciutadans estatunidencs. Tibbles assistir i va denunciar el cas, que va assolir l'atenció nacional. Standing Bear v. Crook (1879) fou una fica en cas de drets civils, on el jutge va decidir que els indis tenien certs drets com a "persones" i ciutadans en virtut de la Constitució dels Estats Units.
Després del judici, La Flesche i el seu mig germà Francis acompanyaren Standing Bear i altres en una gira de conferències per l'est dels Estats Units, organitzat per Tibbles. A més de prendre torns d'interpretació per Standing Bear, Susette La Flesche parlava en el seu propi dret. Durant el recorregut, La Flesche i Tibbles també van testificar a Washington en 1880 davant un Comitè del Congrés sobre la deportació dels ponca. La Flesche va parlar pels drets dels nadius americans. Ells s'entrevistaren amb escriptors estatunidencs importants, com el poeta Henry Wadsworth Longfellow i l'escriptora Helen Hunt Jackson. En 1881 Jackson va publicar un llibre sobre el tractament donat pels Estats Units als amerindis titulat A Century of Dishonor, i en 1884 la novel·la Ramona, basada en qüestions ameríndies al Sud de Califòrnia. Longfellow hauria dit de La Flesche, "Podria ser Minnehaha", referint-se a l'heroïna llegendària ameríndia del seu poema La Cançó de Hiawatha.
En 1887 La Flesche i Tibbles, ja casats, acompanyaren Standing Bear en una gira de conferències de 10 mesos per Anglaterra i Escòcia. La Flesche continuar actuant com a intèrpret del cap. Van ser escoltats per molts dels que volien aprendre més sobre els temes amerindis als Estats Units.
Després del seu retorn a Nebraska, LaFlesche i Tibbles es van interessar en el creixement del moviment Ghost Dance que creixia entre les inquietes bandes sioux. Van anar a l'Agència de Pine Ridge en 1890 i va escriure sobre les seves condicions, així com la massacre de Wounded Knee. Aquest treball va ser probablement el pic de la carrera de periodisme de LaFlesche. Ella va continuar publicant articles i columnes en els diaris a Nebraska, incloent el diari populista del seu marit The Independent.

## Matrimoni
La Flesche i Thomas Tibbles es casaren en 1881, després de la mort de la seva esposa. Durant els següents 14 anys la parella va passar algun temps a Washington, DC (1893-1895), però la major part del temps vivia a Nebraska. Mentre eren a Washington, La Flesche escrivia i donava conferències sobre afers amerindis. Per exemple, ella va donar un discurs a la Association for the Advancement of Women, sobre "La posició, ocupació i cultura de les dones índies."
A Nebraska va passar el temps conreant en la seva assignació de terres com un membre de la tribu a la Reserva índia Omaha i també escrivint. El seu marit va aconseguir la propietat del seu pare. Vivien allà la major part del temps.

## Obra Literària
- Nedawi: An Indian Story from Real Life fou publicat en la revista infantil St. Nicholas en 1881. "Nedawi" es creu que és la primera història curta escrita per un indi americà que no es basa en una llegenda.[8]
- "Omaha Legends and Tent Stories", "Wide Awake" (1883), in Karen L. Kilcup, ed. Native American Women's Writing c. 1800-1924: An Anthology
- Amb Fannie Reed Griffin, Bright Eyes va escriure i il·lustrar el llibre, Oo-mah-ha Ta-wa-tha (1898).
- Introducció a la novel·la, Ploughed-Under: The Story of an Indian Chief, as Told by Himself (1881), per William Justin Harsha. També va il·lustrar el llibre, que es va editar.
- Introducció a The Ponca Chiefs, per Thomas Tibbles.
- La Flesche escrivia columnes a Omaha World Herald i a The Independent.

## Llegat i honors
- 1903, després de la seva mort, LaFlesche Tibbles va ser elogiada al Senat dels Estats Units.
- 1983, en reconeixement del seu paper com a portaveu i escriptora sobre el seu poble,, Susette ("Bright Eyes") LaFlesche Tibbles fou introduïda al Nebraska Hall of Fame.[9]